# Sophronitella
Sophronitella es un género que tiene asignada una especie de orquídeas, de la tribu Epidendreae perteneciente a la familia (Orchidaceae). 
Su nombre significa que tiene parecido a Sophronitis.

## Hábitat
Son nativas de  Brasil.

## Descripción
Es un género monotípico de plantas epífitas que se asemeja al género Sophronitis pero que difiere vegetativamente en detalles florales. Es endémica de Brasil y es un intermedio que crece en temperaturas cálidas y florece a finales de otoño y mediados de invierno.

## Especies
| - Sophronitella violacea (Lindl.) Schltr. |